# Кох, Сэм
Сэмюэль Дэвид Кох (англ. Samuel David Koch) (род. 13 августа 1982) — американский футболист, выступающий за команду НФЛ «Балтимор Рэйвенс» на позиции пантера. Бывший член футбольной команды Университета Небраски. Был выбран командой «Балтимор Рэйвенс» в шестом раунде драфта 2006 года.